# 讚啦！光源氏
《讚啦！光源氏》是est em的一部日本漫畫作品。在祥傳社的漫畫月刊《FEEL YOUNG》上於2015年12月號至2021年5月號上連載，並通過FEEL COMICS swing出版有單行本。漫畫劇情是光源氏突然穿越至現代日本職業女性沙織的房間，引發兩人的愛情喜劇。
NHK綜合頻道的「夜劇」在2020年4月4日至5月23日播出了改編自這部漫畫的同名電視劇，由千葉雄大和伊藤沙莉主演。2021年6月7日至28日播出了續篇。

## 登場人物
藤原沙織
在雑貨公司企劃科工作的職業女性。27歲。因短髮而最初被光源氏誤認為尼姑。
光源氏
從《源氏物語》的世界穿越至現代的平安時代貴族。在和歌教室擔任講師，和沙織在同一房間同居。花花公子。一感動就會讀出短歌，極愛抹茶甜點。
藤原詩織
沙織的妹妹。酒店公關。
頭中將
和光源氏同樣是自《源氏物語》世界穿越至現代。不遜於光源氏的花花公子。和Kain（カイン）同居。和Kain在同一家男招待俱樂部作為男招待工作。花名是麻呂。
伊集院海斗
男招待。花名是Kain。詩織的朋友。和頭中將同居，並且是同事。寵物是前前任女友留下的狗愛馬仕（電視劇中改為刺猬）。
Hikaru
Kain工作的男招待俱樂部的頭牌男招待。
菲利普（Phillip）
親日的美國人。研究日本古典文學。在光源氏穿越至美國時兩人相識。

## 書籍資訊
| 卷數 | 祥傳社        | 祥傳社                 | 黑白文化     | 黑白文化               |
| 卷數 | 發售日期      | ISBN                   | 發售日期     | ISBN                   |
| ---- | ------------- | ---------------------- | ------------ | ---------------------- |
| 1    | 2016年9月8日  | ISBN 978-4-396-76682-5 | 2021年5月5日 | ISBN 978-9-869-93574-6 |
| 2    | 2019年1月9日  | ISBN 978-4-396-76756-3 | 2021年5月5日 | ISBN 978-9-869-93575-3 |
| 3    | 2020年2月7日  | ISBN 978-4-396-76783-9 |              |                        |
| 4    | 2020年5月27日 | ISBN 978-4-396-76792-1 |              |                        |
| 5    | 2021年5月25日 | ISBN 978-4-396-76828-7 |              |                        |

## 電視劇
電視劇《讚啦！光源氏》在NHK綜合頻道的「夜劇」時段播出。其第一季在2020年4月4日至5月23日於每週六23時30分至23時59分播出，共播出8集。主演是千葉雄大和伊藤沙莉。第一季的最初四集平均家庭收視率達4.3%，創出「夜劇」的最高記錄。
2021年6月7日至6月28日，該劇播出第二季，播出時間改為每週一22時45分至23時15分。

### 出場人物

#### 主要人物
- 光源氏 - 千葉雄大
- 藤原沙織 - 伊藤沙莉[3]
- 中將 - 桐山漣[13]
- 一條 - 一之瀨颯[5][14]（第2季）
- 紫之上 - 紺野彩夏[5][14]（第2季）
- 藤原詩織 - 入山杏奈
- 該隱 - 神尾楓珠[15]
- 安倍治明 - 小手伸也（日语：小手伸也）[16]
- 菲利普 - 厚切Jason（日语：厚切りジェイソン）[17]
- 沙織的母親 - 榊原郁惠（日语：榊原郁恵）[17]
- 紫式部 - 壇蜜[18]（第二季）

#### 其他
- 宇都宮亞紀 - 小野寺Zuru（日语：小野寺ずる）
- 小野健 - 西野太盛（日语：西野太盛）
- 橘廣美 - 柴田杏花
- 神秘女子 - 中丸紫苑

### 播出日程

#### 第一季
| 集數   | 播出日        | 副標題 | 中譯               | 導演     |
| ------ | ------------- | ------ | ------------------ | -------- |
| 第一集 | 2020年4月4日  |        | 平安的帥哥出現？   | 小中和哉 |
| 第二集 | 2020年4月11日 |        | 軟飯男徹夜不歸？   | 小中和哉 |
| 第三集 | 2020年4月18日 |        | 喜歡減肥嗎？       | 田中論   |
| 第四集 | 2020年4月25日 |        | 注意對手？         | 田中論   |
| 第五集 | 2020年5月2日  |        | 戀愛是食品樣品？   | 田中論   |
| 第六集 | 2020年5月9日  |        | Nice to meet you？ | 小中和哉 |
| 第七集 | 2020年5月16日 |        | 回到京都？         | 小中和哉 |
| 最終集 | 5月23日       |        | 再見光源氏？       | 小中和哉 |

#### 第二季
| 集數   | 播出日        | 副標題 | 中譯               | 導演     |
| ------ | ------------- | ------ | ------------------ | -------- |
| 第一集 | 2021年6月7日  |        | 光源氏的妻子出現？ | 小中和哉 |
| 第二集 | 2021年6月14日 |        | 平安貴族初體驗？   | 小中和哉 |
| 第三集 | 2021年6月21日 |        | 工作、光源氏！     | 田中諭   |
| 最終集 | 2021年6月28日 |        | 讚啦、永遠！？     | 田中諭   |

## 外部連結
- 漫畫

- 「いいね！光源氏くん」特設サイト （页面存档备份，存于） - 祥傳社

- 電視劇

- いいね！光源氏くん | NHK よるドラ （页面存档备份，存于）
- よるドラ　いいね！光源氏くん | NHK放送史（動画・記事） （页面存档备份，存于）
- 光源氏@「いいね！光源氏くん」的X（前Twitter）